# Leonel Bucca
Leonel Bucca (Esperanza, 20 marzo 1999) è un calciatore argentino, centrocampista dell'Estrela Amadora.

## Carriera
Bucca è entrato a far parte del settore giovanile dell'Unión (SF) nel 2016, proveniente da quello del San Lorenzo Esperanza. Ha debuttato in prima squadra il 20 ottobre 2020, nell'incontro di Copa Diego Armando Maradona pareggiato per 0-0 contro l'Arsenal Sarandí. Il 28 ottobre ha firmato il suo primo contratto professionistico.
Il 10 febbraio 2021 è stato prestato al Dep. Riestra in Primera B Nacional. La stagione successiva ha esordito in Primera División con l'Unión nel match vinto per 2-1 contro il Barracas Central. Il 2 dicembre 2022, scaduto il suo contratto, ha firmato a parametro zero con il San Martín (T).
Rimasto nuovamente svincolato, il 9 gennaio 2024 si è trasferito in Portogallo all'Estrela Amadora, con cui ha firmato per due anni e mezzo.

## Statistiche

### Presenze e reti nei club
Statistiche aggiornate al 23 febbraio 2024.
| Stagione        | Squadra         | Campionato      | Campionato | Campionato | Coppe nazionali | Coppe nazionali | Coppe nazionali | Coppe continentali | Coppe continentali | Coppe continentali | Altre coppe | Altre coppe | Altre coppe | Totale | Totale | Totale |
| Stagione        | Squadra         | Comp            | Pres       | Reti       | Comp            | Pres            | Reti            | Comp               | Pres               | Reti               | Comp        | Pres        | Reti        | Pres   | Reti   |        |
| --------------- | --------------- | --------------- | ---------- | ---------- | --------------- | --------------- | --------------- | ------------------ | ------------------ | ------------------ | ----------- | ----------- | ----------- | ------ | ------ | ------ |
| 2020            | Unión (SF)      | PD              | 0          | 0          | CM              | 0+5             | 0               | CS                 | 0                  | 0                  |             | -           | -           | 5      | 0      |        |
| 2021            | Dep. Riestra    | PBN             | 29         | 1          |                 | -               | -               |                    | -                  | -                  |             | -           | -           | 29     | 1      |        |
| 2022            | Unión (SF)      | PD              | 7          | 0          | CA+CdL          | 0+1             | 0               | CS                 | 1                  | 0                  |             | -           | -           | 9      | 0      |        |
| 2023            | San Martín (T)  | PBN             | 29         | 3          | CA              | 2               | 0               |                    | -                  | -                  |             | -           | -           | 31     | 3      |        |
| gen.-giu. 2024  | Estrela Amadora | PL              | 3          | 0          | CP+CdL          | 0               | 0               |                    | -                  | -                  |             | -           | -           | 3      | 0      |        |
| Totale carriera | Totale carriera | Totale carriera | 68         | 4          |                 | 8               | 0               |                    | 1                  | 0                  |             | -           | -           | 67     | 4      |        |